# Virgin Gorda
Virgin Gorda er den tredjestørste (efter Tortola og Anegada) og næstmest folkerige af de britiske Jomfruøer. Den dækker et område på cirka 8 kvadratmiles (21 km²). Christopher Columbus siges at have kaldt øen "The Fat Virgin" (den fede jomfru), fordi øens profil i horisonten ligner en fed kvinde liggende på siden.

## Billedgalleri
- oversigt over øen
- Solnedgang på Virgin Gorda
- The Baths, Virgin Gorda
- The Baths, fra en anden vinkel

18°27′N 64°26′V / 18.450°N 64.433°V